# 張其昀
張其昀（1901年9月29日—1985年8月26日），字曉峰，浙江鄞縣人，中国史學家、地學家及教育家。南京高等師範學校畢業。曾任中華民國教育部部長、中國國民黨秘書長、中華民國總統府資政等要職，亦為中國文化大學、臺北市私立華岡藝術學校之創辦人。

## 生平
1919年，浙江省立第四中學畢業，考入國立南京高等師範學校，就讀於史地部，與繆鳳林、陳訓慈、范希曾、張廷休等人同学。當時的南高聲譽蜚騰，公認為中國南方第一學府，名師薈萃，師從哲學家劉伯明、史學家柳詒、地學家竺可楨等人。1923年畢業時，正好是南高改制易名東大，出於對南高的摯愛，堅持領取了南高最後一屆畢業生文憑。
張其昀畢業後在上海商務印書館工作，其間編的新學制高級中學教科書《本國地理》，成為當時全國的通用教材，對中學教育發揮了很好的提升作用。1927年，起在国立中央大学地理學系任教，曾主講中國地理，為中國人文地理學之開山大師。1935年，當選為第一屆中央研究院中央評議會聘任評議員，是從未出國留學的當選評議員中最年輕的一位。1936年，受聘為浙江大學史地系教授兼主任、史地研究所所長，後又兼任文學院院長。1941年，當選為中華民國教育部首批部聘教授。曾任中國地理學會總幹事。1943年，受美國國務院之邀聘，在哈佛大學研究講學一年。
國共內戰時，國民政府因東南戰事不利，出現了西撤西北或西南的提議，張其昀等則以「台湾海峡海阔浪高，只有它才能暂时阻止没有海、空军优势的解放军的乘胜追击」、「把台湾作为『反共救国』的复兴基地，有着大陆其他地区无法比拟的优越之处：台湾地处中国东南部，……，热带和亚热带的气候适合动植物的生长，物产丰富，全岛土地利用率高，植被茂密，粮食等农产品基本可满足军民所需」、「台岛内部交通便利，工业有日本殖民时代留下的基础，若善于经营，经济可望起飞」、「在军事上，台岛有海峡与大陆相隔，易于防守；台岛位于太平洋西缘，扼太平洋西航道之中，与美国的远东防线衔接，战略地位极为重要，美国不会弃之不顾，若得美援，台湾防守将万无一失」、「台湾居民在日本殖民统治下生活了50年，回到祖国怀抱后，会对中央政权有一种回归感，这种心理正可用来稳定社会秩序」、「尤其是台岛受『红色污染』不多，中共组织与人员活动较少。未来即使社会稍有动荡，台岛四面环海，呈封闭形，境内铁路、公路四通八达，农村都已开发，政府极易镇压不稳定因素以稳定社会」等優勢提出東撤論，蔣介石因此逐步将党、政、军、财、文中心遷往台灣。
1949年，隨國民政府到台灣，曾任中國國民黨總裁辦公室秘書組主任、中國國民黨中央委員會宣傳部部長、中國國民黨中央評議委員會主席、中華民國教育部部長、總統府資政等職，又創辦了中國新聞出版公司、中華文化出版事業委員會，發起創辦《學術季刊》等多種學術期刊以及中國歷史學會等組織，對台灣的文化教育事業貢獻甚巨。
1985年8月26日因心肺功能衰竭於臺北榮民總醫院逝世，9月15日遺體在臺北市第一殯儀館景行廳舉行祭禮後火化，暫奉於陽明山山腰永明寺永明樓。11月3日，靈骨正式奉安於中國文化大學境內「曉園」。1996年1月7日，張其昀夫人龔柏英辭世後與先夫合葬。

## 事略

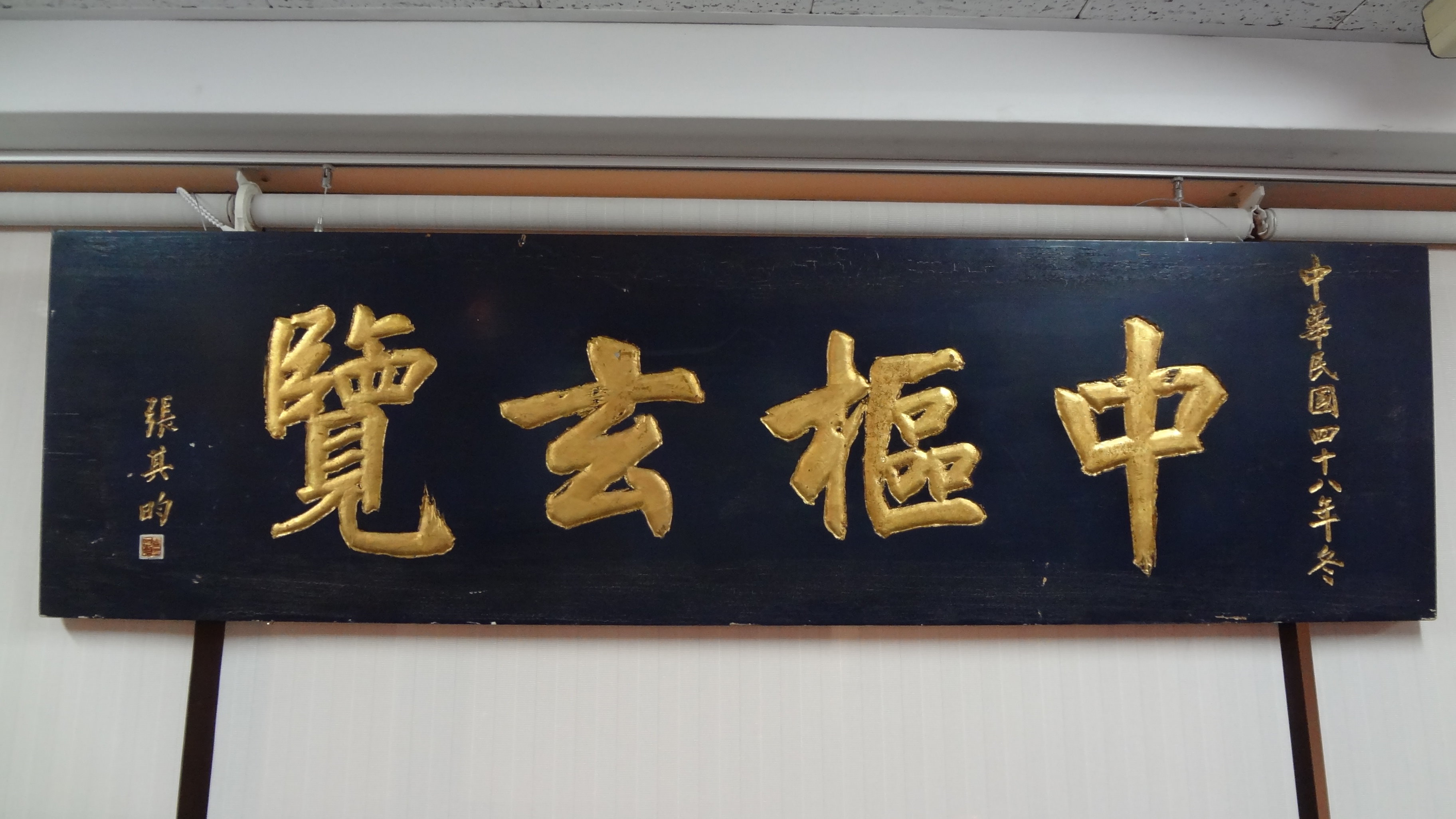
張其昀於1959年冬季為中華民國國家圖書館題「中樞玄覽」匾額

身爲學者，張其昀是中國現代人文地理學的開創人，也是歷史地理學的鼻祖，在自然地理學方面也有貢獻。方志學領域，其主編的《遵義新志》，在地方誌中佔有重要地位，其中開創了中國人進行土地利用調查研究的先河。並曾本著“恢復舊時書院之精神，提倡自由講學之風氣”，創辦中國人地學會，出版《方志月刊》。
為發展中國的科學事業，1932年，張其昀發起成立中國科學化運動協會，擔任《科學的中國》總編輯。張其昀亦曾積極參與中國科學社的活動，為《科學》雜誌撰稿。
張其昀也是中國第一位研究現代國家戰略學的學者。
張其昀在臺灣擔任中華民國教育部部長期間，促成多所大學的在臺復校和新學校、學系的建立，開創博士學位教育，著力中小學基礎義務教育，奠定了臺灣的教育格局，也促進了台灣地理學的發展。期間將當時南海學園規模大幅擴張成為「南海五館」，亦即國立歷史博物館、國立教育資料館、國立臺灣藝術教育館、國立臺灣科學教育館、國立教育廣播電臺等，並於1955年在國立台灣大學理學院成立了地理學系（今地理環境資源學系）。
1958年7月，陳誠組閣，由梅貽琦出任教育部長。當時殷海光即於《自由中國》十九卷發表〈對梅部長的低調希望〉，稱「其中最得人心的決定，是把前任教育部長換掉了。前任教育部長之換掉，教育學術界凡屬稍明事理的人士，無不額手稱慶，無不稍微鬆了一口氣，無不對自由中國教育的前途寄予一點新希望。」殷海光更在文中批評「前任教育部長」的四大作風為「個人創霸」（利用職權的便利和公家的金錢創辦一些品質低劣的刊物，雇用小嘍囉來自我歌頌）、「好大喜功」（樹立機構如國立歷史博物館、國立藝術館等，只有形式而無內容）、「政教不分」（對「黨化教育」雷厲風行，在學校灌輸青年部族思想）、公私不分（毫無國家體制、法令，將原有編制七十人的教育部擴充為三百人，把大筆教育經費撥給他私人所主持的出版機構訂購書刊）。認為撤換教育部長是「教育界的剋星已去」。:1065-1078
其後張其昀於1961年前後在国防研究院的主持下以關內本《清史稿》為藍本監修《清史》，并於1962年創辦了中國文化大學；另在獻堂館成立國立音樂研究所。
張其昀對中華文化眷戀傾恭，是中華文化復興運動的重要領袖和儒學復興運動的中坚，時間之長、影響之遠，令人感念。張其昀早年是南高史地學派和學衡派的重要成員；嗣後中大時代成爲國風社的一位靈魂人物；再後于浙大創辦《思想與時代》，匯集了張蔭麟、谢幼伟、郭斌龢、熊十力、钱穆、陳康、贺麟、馮友蘭等學者，世人評說當時浙大蔚然有重振東大學衡之風、復興人文主義之勢。在臺灣，張其昀除著書《中華五千年史》外，還創辦中華學術院和中國文化學院，執教的文史學者便有钱穆、杨家骆、黎东方、梁嘉彬，蔣復璁、陈立夫、高明、宋晞、曾虛白、謝然之等人；張其昀設立中華文化出版事業委員會，出版《中華叢書》、《華學月刊》，形成了研究中國文化之中心。 
張其昀自喻，一生治學，不外五事：
- 一曰國魂，以謀發揚中華民族精神；
- 二曰國史，探索中華文化之淵源；
- 三曰國土，研究中國在世界之地位；
- 四曰國力，衡斷經濟建設對國計民生之關係；
- 五曰國防，以喚起愛國思想與民族正義，培養新生力量。

### 提倡華學
張其昀提倡華學。他認爲，以「漢學」稱中國學，造成中國學和與宋學等並稱之漢學的混淆，且西方學者以「漢學」稱中國學，將漢族之學等同中國學（英語：Sinology），把藏學、滿學等排除在外，無以含括全部中國之學。滿、蒙、藏等中國各族群和漢族在政治、經濟、文化及地理上有著最密切的交融關係，這些研究也共同構成了中國學。華學不僅是漢學，不僅研究漢族之學，也研究中國少數族群之學。

### 創立全神教
張其昀創立全神教。他認爲，各種宗教的良好精神都有相通之處。一方面，尊重世界各種宗教所具有的相通的良好精神，另一方面，摒棄造成紛爭的各種「人格神」教及一神教的弊端，尊重多元文化和包容的「多神教」。中國的儒教、道教和佛教是「非人格神」的多神教，可以和諧共容兼包並蓄，「道並行而不悖」。「全神教」之教育，以儒家文化為中心，以先賢聖哲以來人類共通的良好精神，培養宗教情操，即為「聖教育」。「宗教是學術研究的最高境界和最後目的」，「科學愈進步，宗教愈重要。敬天愛人，乃萬事之表，萬福之源」，認為教育之最高境界為「聖教育」。全神教之所謂「宗教」，實指信仰、教化。

## 著作
- 《中國地理學研究》
- 《中國區域志》
- 《中華民國史綱》

- 主編書籍
  - 《金史》
  - 《元史》
  - 《清史》
  - 《國父全書》
  - 《抗日戰史》

- 人文地理學著作
  - 《初級中學人文地理編輯例言》
  - 《江浙兩省人文地理之比較》
  - 《人生地理學之態度與方法》
  - 《人生地理學》
  - 《中國人地關係概論》

- 《中華五千年史 （页面存档备份，存于）》巨著 （全書總目初分為三十二冊）
  - 《華夏远古史》（中華五千年史 第一冊）
  - 《西周史》（中華五千年史 第二冊）
  - 《春秋史》（中華五千年史 第三冊：春秋史前篇，第四冊：春秋史中篇，第五冊：春秋史后篇 - 孔學今義 （页面存档备份，存于））
  - 《戰國史》（中華五千年史 第六冊：戰國史前篇，第七冊：戰國史后篇 - 戰國學術）
  - 《秦代史》（中華五千年史 第八冊）

### 引用
1. ↑  經盛鴻. . 二十一世紀. 2002年, (61): 95–105.
2. ↑   (PDF). 華夏導報. 1985-11-03  [2024-03-21]. （原始内容存档 (PDF)于2024-04-20） （中文（臺灣））.
3. ↑  彭光華：《中國科學化運動協會的創建、活動及其歷史地位》，《中國科技史料》第13卷第1期（1992年）
4. ↑  《中國科學社第二十一次年會報告》（民國25年（1936年）10月）中記載：“張其昀先生一年以來，每期投稿，從無間斷，斯不僅應特別致謝，實創立二十年來《科學》投稿之一新記錄，彌可珍貴。 ”
5. ↑  殷海光. . 臺北市: 國立臺灣大學出版中心. 2011年6月出版. ISBN 978-986-02-8332-7.

## 外部連結
- 中國文化大學 （页面存档备份，存于）
- 香港中文大學 （页面存档备份，存于）
- 中國印刷教育之父張其昀：「使臺灣印刷工業躋於世界印刷工業之林」（李興才教授）

| 中華民國政府職務 | 中華民國政府職務                               | 中華民國政府職務 |
| ---------------- | ---------------------------------------------- | ---------------- |
| 前任： 程天放    | 教育部部長 第五任 1954年5月27日－1958年7月14日 | 繼任： 梅貽琦    |